# Василики (Крит)
Василики (на гръцки: Βασιλική) е антично селище и интересен археологически обект в източната част на остров Крит, Гърция, в областна единица Ласити и дем Йерапетра. Не е известно истинското име на древния град и сега то носи името на съвременното село Василики, което се намира наблизо. Отстои на 7 km северозападно от друг античен град от същия период - Приниатикос Пиргос и на 10 km северно от Йерапетра.
Древното селище се намира на малък хълм като самият хълм се простира на протежение от 11 km между залива Мирабело на север до брега на Либийско море на юг.
Първите археологически разкопки са правени през 1903-1906 г., а след това още няколко - през 1953 г., 1970-1982 и 1990 г. Първите заключения на археолозите в началото на XX в. са, че става въпрос за малък примитивен минойски дворец на хълма, но впоследствие се разкрива цялото селище. Най-забележителната постройка е т.нар. Червена къща, назована така заради червения цвят на мазилката - той е нанасян на няколко етапа като отначало е поставена смес от глина, вар, слама и камъчета, след което е добавен по-тънък слой фина глина и всичко това е обагрено в червено.
Градът е основан около 2600-2300 г.пр.н.е.